# Kościół Niepokalanego Serca Najświętszej Maryi Panny w Rychlikach
Kościół Niepokalanego Serca Najświętszej Maryi Panny – rzymskokatolicki kościół parafialny należący do dekanatu Pasłęk II diecezji elbląskiej.

## Historia
Budowa nowej świątyni na części fundamentów poprzedniego kościoła została rozpoczęta w 1875 roku. Świątynia została poświęcona pod koniec września 1877 roku. Największy udział w budowie świątyni miały władze miasta Elbląga. Prace budowlane były wykonywane pod nadzorem ówczesnego pastora Wilhelma Gottfrieda Grzybowskiego, który był także znakomitym rzeźbiarzem. Część wyposażenia kościoła została przez niego wykonana, w tym ołtarz, kazalnica, organy z trzynastoma piszczałkami i żyrandol. Przed 1945 rokiem świątynia należała do gminy ewangelickiej. Po zakończeniu drugiej wojnie światowej została przejęta przez katolików. Samodzielna parafia przy kościele została erygowana w 1947 roku.
Świątynia jest orientowana, wybudowana na planie prostokąta, z jasno-żółtej cegły, reprezentuje styl neoromański. Składa się z jednej nawy z absydą i wysokiej, strzelistej wieży od strony północno-zachodniej. Po stronie zachodniej jest umieszczony zadaszony krużganek (portyk arkadowy) podparty kolumnami. Korpus jest nakryty dachem dwuspadowym o małym nachyleniu połaci i pokryty łupkiem. Niewiele zachowało się z oryginalnego wyposażenia świątyni. Przed 1945 rokiem po obu stronach ścian bocznych były umieszczone empory. Podczas pierwszego, powojennego remontu świątyni w 1956 roku zostały one zdemontowane.